# Liste der Monuments historiques in Romagné
Die Liste der Monuments historiques in Romagné führt die Monuments historiques in der französischen Gemeinde Romagné auf.

## Liste der Bauwerke
| Bezeichnung     | Beschreibung | Standort | Kennzeichnung | Schutzstatus | Datum | Bild |
| --------------- | ------------ | -------- | ------------- | ------------ | ----- | ---- |
| Kirche Ste-Anne |              | (Lage)   | PA00090759    | Inscrit      | 1926  |      |

## Liste der Objekte

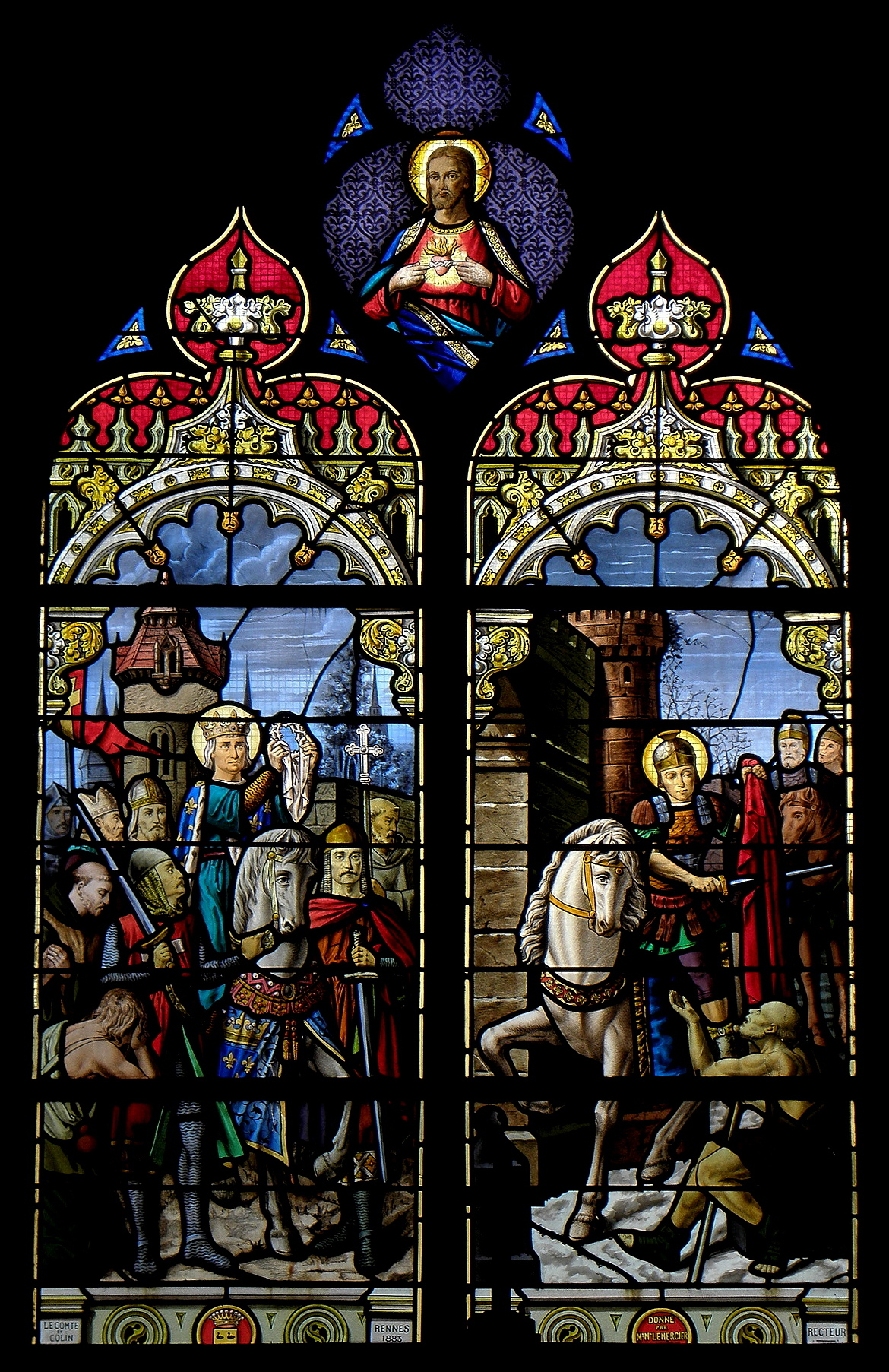
Bleiglasfenster (1883) in der Kirche Ste-Anne: Heiliger Ludwig (links) und Heiliger Martin teilt seinen Mantel mit einem Bettler

- Monuments historiques (Objekte) in Romagné in der Base Palissy des französischen Kultusministeriums